# Anita Memović Kajasa
Anita Memović (Zenica, 7. travnja 1977.), bosanskohercegovačka kazališna, filmska i televizijska glumica.
Diplomirala je na Akademiji scenskih umjetnosti u Sarajevu predstavom "Nemreš pobjeć od nedelje" u klasi prof. Admira Glamočaka.   

## Filmografija

### Televizijske i filmske uloge
| God.       | Naziv                         | Uloga        |
| ---------- | ----------------------------- | ------------ |
| 2000.      | Buđenje (film)                |              |
| 2003.      | Gori vatra (film)             | Magdalena    |
| 2005.      | Sex i selo (TV serija)        | Samanta      |
| 2006-2007. | Tata i zetovi (TV serija)     | Jadranka     |
| 2006.      | Nebo iznad krajolika (film)   | Jela         |
| 2007.      | Lutkokaz (TV serija za djecu) | Dobra Vila   |
| 2008.      | Viza za budućnost (TV serija) | Inspektorica |
| 2011.      | Foliranti (TV serija)         | Veronika     |
| 2020.      | Minka Show (TV serija)        | Nabera       |

### Predstave
- Nužne mete,

- Dantonova smrt,

- Meštar Pathelin,

- Tamo – vamo,

- SOS Usamljena srca,

- Mali nauk o životinjama,
- Beskrajna priča

### Sinkronizacija
| Godina sinh. | Naziv             | Uloga                                   | Studio    |
| ------------ | ----------------- | --------------------------------------- | --------- |
| 2008.        | Noddy             | Noddy, Meda Tesi, Dina                  | FTV       |
| 2008.        | Mala princeza     | Princeza, dodatni glasovi               | FTV       |
| 2009.        | Medo Rupert       | Ping Pong, Čarli, Sirena                | FTV       |
| 2009.        | Garfield Show     | Nermal, dodatni glasovi                 | Marletti  |
| 2009.        | Bo u pokretu      | Bo, dodatni glasovi                     | FTV       |
| 2010.        | Mehanike u misiji | Jednoroga i Mišica                      | FTV       |
| 2011.        | Bob Graditelj     | Wendy, Mješalica, Dugi, dodatni glasovi | FTV       |
| 2011.        | Plavi zmaj        | dodatni glasovi                         | BHRT      |
| 2011.        | Lijeni grad       | Stefani                                 | Marletti  |
| 2011.        | Moj mali poni     | Jabuklina, Šarenlota, Rozeta i Tihana   | FTV       |
| 2012.        | Vik Viking        | Vik, dodatni glasovi                    | Marletti  |
| 2015.        | Mumijevi          | Glas u uvodnoj špici                    | Hayatovci |
| 2016.        | Luna Petunia      | Luna Petunia                            | Marletti  |

## Vanjske poveznice
- Pozorište mladih Sarajevo
- Anita Kajasa u internetskoj bazi filmova IMDb-u (engl.)